# Corydalis grandicalyx
Corydalis grandicalyx är en vallmoväxtart som beskrevs av B.U. Oh och Y.S. Kim. Corydalis grandicalyx ingår i släktet nunneörter, och familjen vallmoväxter. Inga underarter finns listade i Catalogue of Life.